# Театр Болгарської армії
Театр Болгарської армії (болг. Театър „Българска армия“) — один із театрів у столиці Болгарії місті Софії, що до 2000-х років був театральним закладом Збройних сил країни.

## Загальна інформація та будинок театру
Театр Болгарської армії міститься в пристосованому функціональному приміщенні за адресою:
вул. Раковського, буд. 98, м. Софія-1000 (Болгарія).
Будинок сучасного театру Болгарської армії був зведений 1936 року, і раніше в ньому містився кінотеатр «Роял».
Театр має головну велику сцену на 500 глядацьких місць і камерну, розраховану на 60 глядачів.

## З історії та сьогодення театру
Як театральний колектив Театр Болгарської армії існує від 1950 року.
У 1990 році актори театру створили фундацію «Академія Аскер» (болг. Академия Аскеер), і починаючи від 1991 року щорічно присуджується премія цієї фундації видатним театральним діячам Болгарії.
Від 1 січня 2000 року театр фінансується Міністерством культури Болгарії.
За свою 50-літню історію театр представив понад 270 найменувань вистав. Репертуар колективу включає, як постановки за класичними творами світової драматургії (Вільям Шекспір, Фрідріх Шіллер, Кальдерон, Антон Чехов, Максим Горький, Генрік Ібсен, Бертольд Брехт, Бернард Шоу, Фрідріх Дюрренматт, Семюел Беккет, Ежен Іонеско тощо), так і за провідними болгарськомовними. Театр побував зі своїми спектаклями в Росії, Німеччині, Мексиці, Іспанії, Бельгії, Франції, Ізраїлі, Польщі, Швейцарії, Македонії.
Серед яскравих представників акторського складу в теперішній час (2000-ні): Вилчо Камаршев (Вълчо Камарашев), Василь Михайлов (Васил Михайлов), Веселин Ранков, Івайло Христов (Ивайло Христов), Іван Радоєв (Иван Радоев), Антонета Добрєва-Неті (Антоанета Добрева-Нети), Анастасія Інгілізова (Анастасия Ингилизова), Іван Ласкін (Иван Ласкин), Йоанна Буковська (Йоана Буковска), Камен Донєв (Камен Донев), Стефан Вилдобрєв (Стефан Вълдобрев), Стефанія Колєва (Стефания Колева), Іван Налбантов (Иван Налбантов), Юліан Вергов (Юлиян Вергов) та інші.
В театрі також грала Маріана Димитрова, Маргрет Ніколова.